# Häfen in Singapur

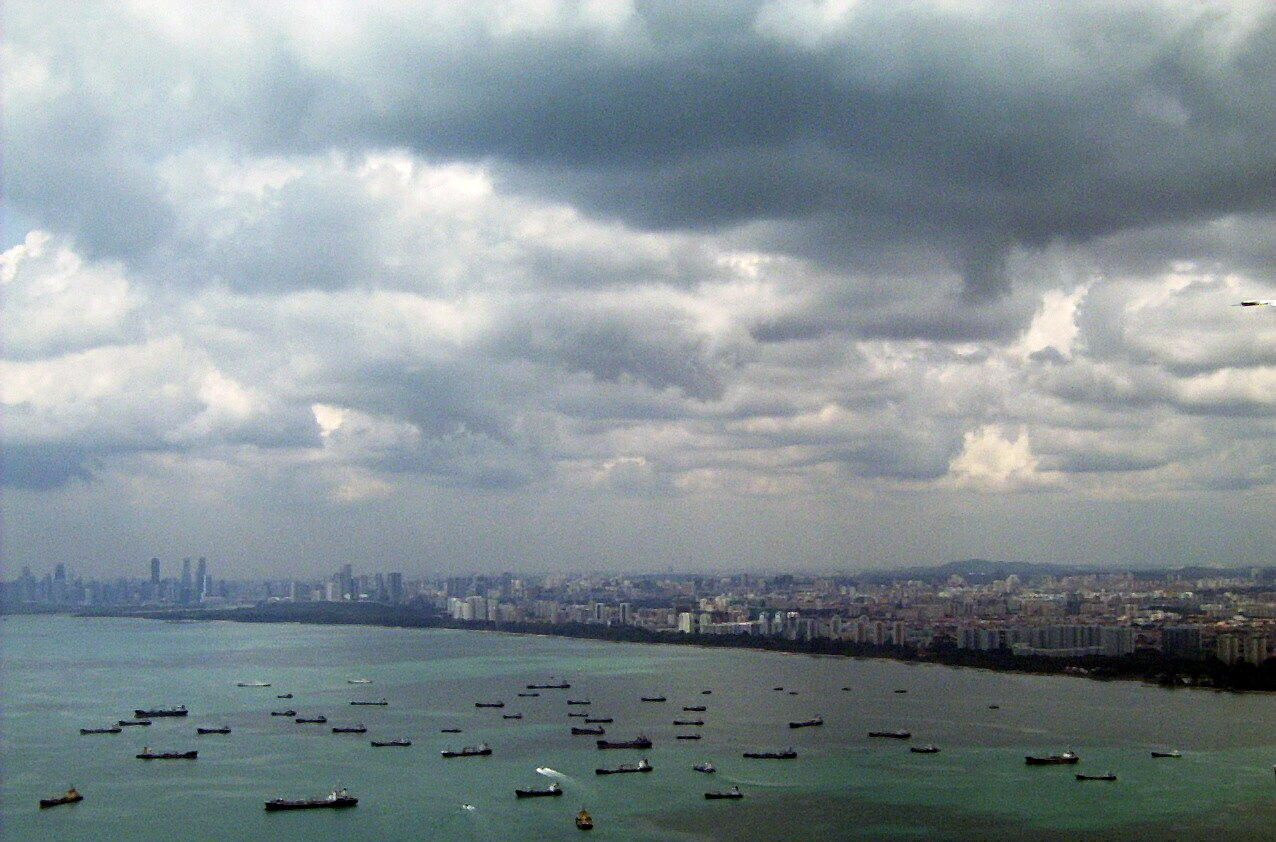
Ankernde Schiffe vor dem Hafenbecken

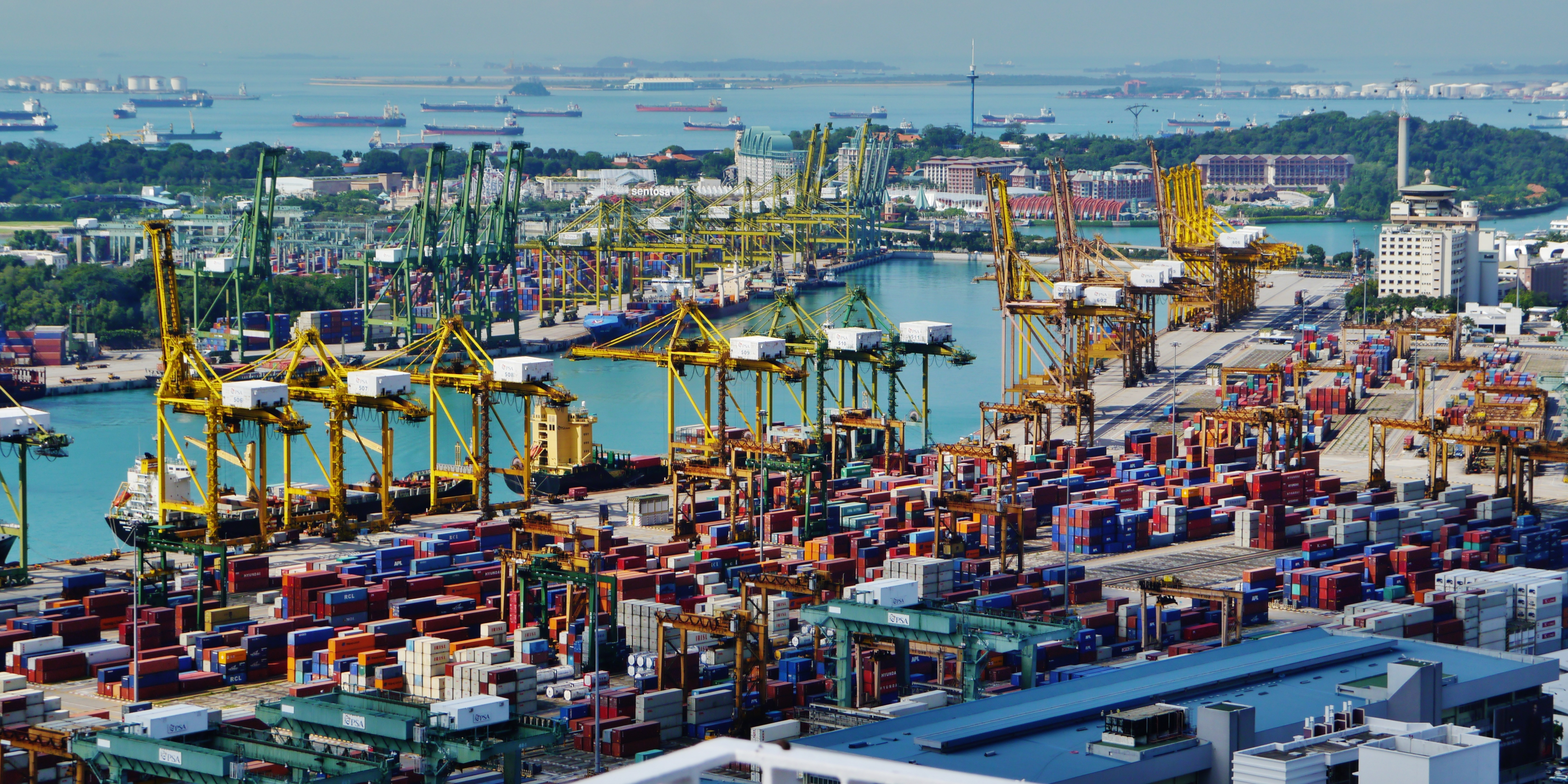
Ein Containerhafen und Verladekräne, im Hintergrund die Straße von Singapur

Singapur besitzt traditionell aufgrund seiner ausgedehnten Küstenabschnitte und einiger Nebeninseln an der Straße von Singapur mehrere Hafenanlagen. Die gesamte Partie der stark ausgebauten Hafenanlagen erstreckt sich heute an der Südwestküste der Hauptinsel Pulau Ujong und einigen südlich vorgelagerten Nebeninseln über rund 30 Kilometer. Dabei hat sich eine logistisch sinnvolle Arbeitsteilung herausgebildet: Stückgut, Massengüter und Fisch, Öl- und petrochemische Produkte, Container- und Passagierverkehr haben jeweils ihre eigenen Häfen.
Es gibt folgende Häfen in Singapur:
- Frachthäfen
  - Port of Singapore, der größte Frachthafen
  - Jurong Port
  - Keppel Harbour (zwischen Pulau Brani und Sentosa)
  - Serangoon Harbour
  - Ehemaliger Flusshafen Boat Quay
- Passagierhafen
  - Singapore Cruise Centre

Diese Seehäfen befinden sich an den stark frequentierten Schifffahrtswegen zwischen Südostasien und Europa (Südchinesisches Meer, Straße von Malakka, Indischer Ozean). Die Anlagen werden von zwei Betreibern verwaltet: PSA International und Jurong Port Pte Ltd (Jurong Port). Die Hafenanlagen im Süden des Landes hatten spätestens nach der Unabhängigkeit einen enormen Anteil am Wirtschaftswachstum des Stadtstaates. Der Hafen ist heute ein bedeutender Wirtschaftsfaktor des Landes.
Im Jahr 2016 wurden allein in den PSA-Containerhäfen 30,59 Millionen TEU umgeschlagen.
Alle Frachthäfen zusammen bilden nach Tonnage, Güterumschlag und Umladung den größten Hafen der Welt. Hier wird die Hälfte der jährlich auf der Welt transportierten Menge an Erdöl und deren Produkten umgeschlagen. Es gibt 1000 Liegeplätze und zahlreiche Ankerplätze. In den Häfen gibt es etwa 300 Krane. 